# Nikolaos Samaras
Nikolaos Samaras (geboren am 5. August 1978 in Veria) ist ein ehemaliger griechischer Handballspieler.

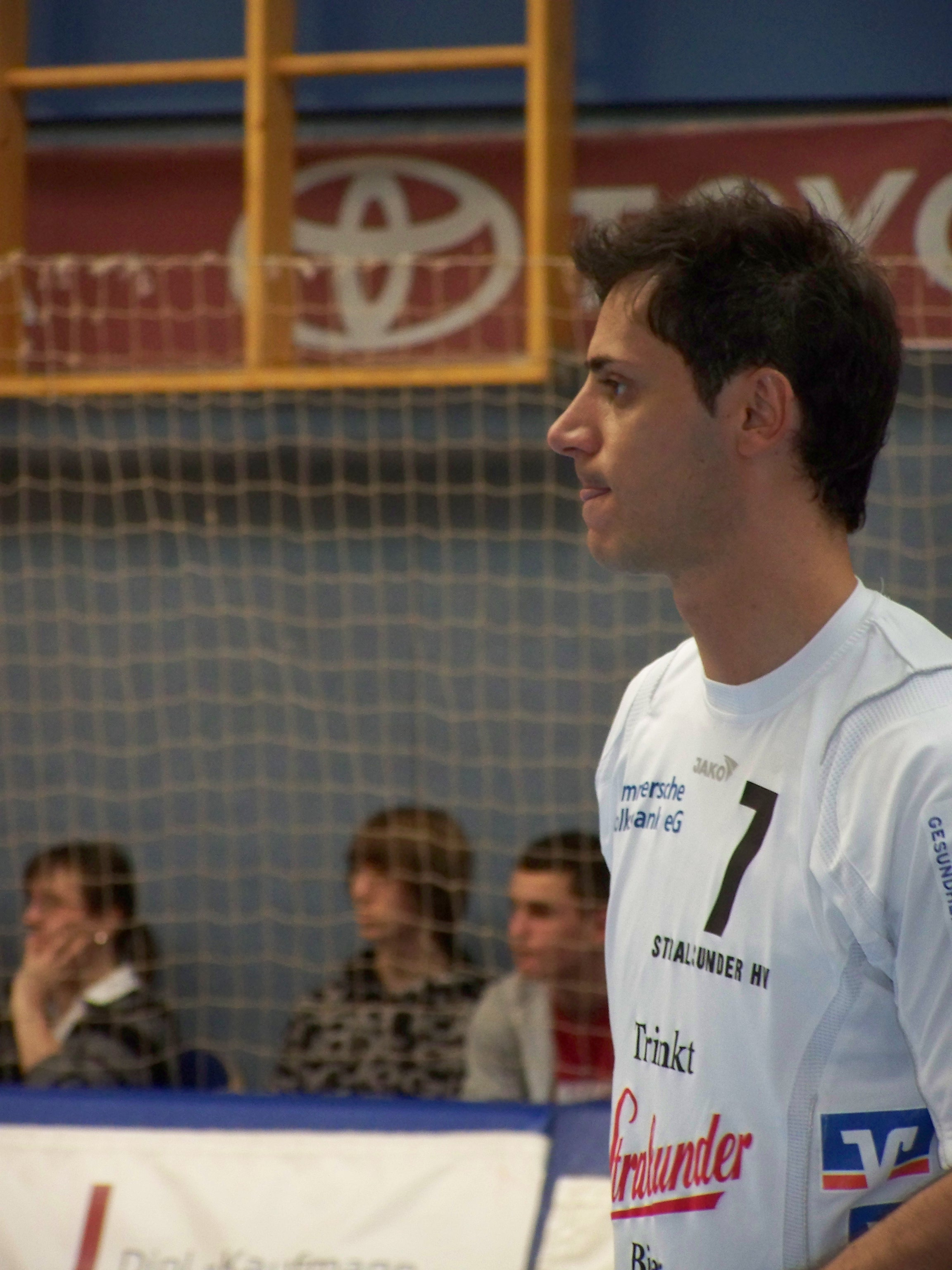
Nikolaos Samaras (2009)

## Karriere

### Vereinsmannschaften
Der 1,84 Meter große Samaras spielte in seiner Heimat bis Sommer 2000 für Gymnastiki Enosi Verias und anschließend für Panellinios Athen, mit dem er 2002, 2004 und 2006 griechischer Meister sowie 2001 und 2002 Pokalsieger wurde. 2006 wechselte der rechte Außenspieler nach Deutschland zum Stralsunder HV. Sein Vertrag beim SHV, am 18. Dezember 2007 bis zum 30. Juni 2010 verlängert, wurde aufgrund finanzieller Probleme des Vereins nach Ende der Saison 2008/2009 aufgelöst. Daraufhin kehrte er nach Griechenland zurück und spielte seitdem für AC Diomidis Argous, mit dem er mehrfach am EHF Challenge Cup und dem EHF Europa Pokal teilnahm. 2012 und 2014 gewann er erneut die Meisterschaft.

### Nationalmannschaft
Für die Nationalmannschaft Griechenlands stand Samaras mindestens 60 Mal im Aufgebot. Er gehörte zum Nationalteam bei der Weltmeisterschaft 2005 in Tunesien. Für die Qualifikation zur Handball-Europameisterschaft 2010 in Österreich war er ebenfalls nominiert.